# Феи (опера)
Феи (нем. Die Feen), WWV32 — первая законченная опера Рихарда Вагнера.

## История создания и постановок
Композитор работал над «Феями» в 1833—1834 годах в Вюрцбурге, где он работал хормейстером в оперном театре. Закончена в январе 1834 года. В основе либретто, написанного самим композитором, лежит драматическая сказка Карло Гоцци «Женщина-змея», причём известно, что Вагнер отбросил мотив превращения героини в змею (оно заменено окаменением) и переименовал нескольких персонажей: вместо Фаррускада появился Ариндал, а вместо Керестани − Ада.
«Феи» не увидели оперной сцены при жизни автора, хотя отдельные фрагменты и прозвучали в концертных программах в Вюрцбурге и Магдебурге. Зрители смогли познакомиться с юношеским произведением Вагнера лишь 29 июня 1888 года, во время премьеры в Мюнхене.